# Ҩ
Ҩ, ҩ (в Юникоде называется абхазская ха; также О с петлёй) — буква расширенной кириллицы. Используется в абхазском языке, где является 60-й буквой алфавита. Обозначает лабиопалатальный аппроксимант [ɥ].
Происходит от буквы кириллицы О. Буква присутствует в самой первой версии абхазского алфавита, составленной в 1862 году.
В латинице буква передаётся как ω, ò, ọ, yu, w, ÿ, в грузинском варианте — как ჳ.